# 三川浦駅
三川浦駅（サムチョンポえき、朝鮮語: 삼천포역）は、朝鮮民主主義人民共和国平安南道文徳郡にある駅で、安州炭鉱線（南洞支線）と清南線に属する。 

## 隣の駅
安州炭鉱線（南洞支線）
清南駅 - 三川浦駅 - 南洞駅
清南線
倉東駅 - 三川浦駅 - ソシ駅